# Pelotas
Pelotas là một đô thị thuộc bang Rio Grande do Sul, Brasil. Đô thị này có diện tích 1608,8 km², dân số năm 2007 là 346452 người, mật độ 219,4 người/km².